# Gajanuru Agrahara, Shimoga
Gajanuru Agrahara là một làng thuộc tehsil Shimoga, huyện Shimoga, bang Karnataka, Ấn Độ.